# Resende Futebol Clube
El Resende Futebol Clube es un equipo de fútbol profesional del municipio de Resende, Río de Janeiro que compite en el Campeonato Carioca.

## Historia
El 6 de junio de 1909, el club fue fundado.
En 2007, Resende le ganó al Mesquita 1-0, con ello ganó el Campeonato Carioca de Segundo Nivel, siendo promovido al Campeonato Carioca del año siguiente. El 20 de enero de 2008, el club jugó su primer partido del Campeonato Carioca contra Botafogo, perdiendo 2-0. En 2009 terminaron subcampeones de laTaça Guanabara, después de perder 3-0 ante Botafogo.
En 2012 terminó en quinta posición del Campeonato Carioca, clasificando así al Campeonato Brasileño de Serie D de ese mismo año y a la Copa de Brasil del año siguiente, sin embargo desistió de participar de la Serie D, debido a falta de patrocinador.
En la temporada 2013, hizo su debut en la Copa de Brasil, en primera ronda eliminó al Caxias de Río Grande del Sur, con un marcador global de 2-1. En segunda ronda cayó eliminado ante Cruzeiro por 6-1 en el marcador global. En el Campeonato Carioca volvió a terminar en quinta posición, clasificando por segundo año consecutivo a la Copa de Brasil y a la Serie D, torneo que esta vez sí decidió participar. En su debut en la Serie D, fue ubicado en el grupo 6, donde terminó en segunda posición de cinco equipos, clasificando así a la segunda fase. En esta fase fue eliminado por Mixto de Mato Grosso por goles de visitante.
En 2014, participó por segunda vez en la Copa de Brasil, donde fue eliminado en primera ronda por Vasco da Gama, con un marcador global de 1-0. Ese mismo año gana por primera vez la Copa Río tras vencer en la final a Madureira en tanda de penales, teniendo así el derecho de elegir participar de la Serie D o la Copa de Brasil del año siguiente, decantándose el club participar por el primero en mención.
Participa por segunda vez de la Serie D en 2015, ubicándose en el grupo 7, donde cayó eliminado tras ser tercero de cinco equipos. Vuelve a ganar la Copa Río por segundo año consecutivo, tras vencer en la final al Portuguesa, decidiendo esta vez por participar de la Copa de Brasil del año siguiente. En la Copa de Brasil de 2016 fue eliminado en primera ronda por el Ceará por goles de visitante.
En octubre de 2019, Resende pasó a tener una sociedad con el Olympique de Lyon de Francia, con lo cual el equipo francés traerá profesionales al cuadro brasileño para poder reforzar al equipo en todas sus categorías, a cambio de poder llevar a jugadores formados por Resende. La sociedad implica también llevar los colores del Lyon, tanto en la camiseta como en el escudo del equipo.
En el Campeonato Carioca de 2022, salió subcampeón del "Torneio Independência", lo que lo clasificó a la Copa de Brasil del año siguiente, posteriormente logró ganar la Taça Río, tras vencer en la final a Nova Iguaçu mediante tanda de penales, clasificando también a la Serie D de 2023.

## Estadio
El hogar de Resende es el estadio Municipal do Trabalhador, inaugurado el 1 de octubre de 1992, con una capacidad máxima de 7,400 personas.

## Entrenadores
- Paulo Campos (agosto de 2010-?)[12]
- Paulo Campos (diciembre de 2011-?)[13]
- Edson Souza (julio de 2014-marzo de 2015)[14][15]
- Edson Souza (septiembre de 2018-?)[16]
- Edson Souza (agosto de 2019-abril de 2020)[17][18]
- Sandro Sargentim (junio de 2020-marzo de 2023)[19][20]
- Eudes Pedro (marzo de 2023-presente)[2]

## Palmarés
- Campeonato Carioca Segundo Nivel:
  - Ganadores (1): 2007
- Taça Guanabara:
  - Subcampeones (1): 2009
- Taça Río:
  - Ganadores (1): 2022
  - Subcampeones (1): 2016
- Copa Rio:
  - Ganadores (2): 2014, 2015